# Routot
Routot je naselje in občina v severnem francoskem departmaju Eure regije Normandije. Naselje je leta 2014 imelo 1.499 prebivalcev.

## Geografija
Kraj leži v pokrajini Normandiji 35 km jugozahodno od Rouena.

## Uprava
Routot je sedež istoimenskega kantona, v katerega so poleg njegove vključene še občine Barneville-sur-Seine, Bosgouet, Bouquetot, Bourg-Achard, Caumont, Cauverville-en-Roumois, Étréville, Éturqueraye, Hauville, La Haye-Aubrée, La Haye-de-Routot, Honguemare-Guenouville, Le Landin, Rougemontiers, Saint-Ouen-de-Thouberville, La Trinité-de-Thouberville in Valletot s 13.001 prebivalcem.
Kanton Routot je sestavni del okrožja Bernay.

## Zanimivosti
- cerkev sv. Audoina;